# Jason Wilson
Jason Wilson (31 de outubro de 1990) é um triatleta profissional barbadiano.

## Carreira

### Rio 2016
Jason Wilson competiu na Rio 2016, não terminando a prova.